# فرودگاه نورث بتلفورد/هاملین
فرودگاه نورث بتلفورد/هاملین (به انگلیسی: North Battleford/Hamlin Airport) یک فرودگاه خصوصی است. این فرودگاه در کشور کانادا قرار دارد و در ارتفاع ۵۴۹ متری از سطح دریا واقع شده است.